# Arbeiter-Turn- und Sportbund
Arbeiter-Turn- und Sportbund (ATUSB) (česky Federace dělnické gymnastiky a sportu) byla německá dělnická socialistická organizace sportu v Německu a v německy mluvících oblastech.

## Založení
Organizace byl založena v roce 1893 pod původním názvem Arbeiterturnerbund (ATB) v německém městě Gera přiznivci Sociálnědemokratické strany Německa. Mezi protivníky ATSB patřila německá nacionalistická organizace Deutscher Turnverband a Německý fotbalový svaz. V roce 1928 měla organizace kolem 2,2 milionu členů. V roce 1930 proběhl v organizaci rozkol a byl vytvořen nový Kampfgemeinschaft für Rote Sporteinheit (česky Bojová komunita pro jednotu rudých sportů) vedený Komunistickou stranou Německa. Po uchopení moci nacistickou stranou v roce 1933 byla organizace zakázána a poté působila pouze v exilu v Polsku a v Československu.
Po roce 1945 organizace nebyla obnovena, avšak k odkazu dělnické tělovýchovy se hlásilo především Východní Německo. Po sjednocení Německa 16. listopadu 1992 v Bonnu na základech původní organizace vznikla stejnojmenná organizace, avšak v roce 2008 byla zrušena.

## Symbol
Logo je tvořené písmeny F, F, S, T („Frisch, frei, stark, treu“) tedy „Svěží, svobodný, silný, věrný“. Logo bylo představeno v roce 1907 na VIII. Bundestagu ve Stuttgartu.

## Organizace v Československu
Sudetendeutsche Arbeiter- Turn- und Sportverband (ATUS) (česky Sudetoněmecký Dělnický gymnastický a sportovní spolek) byla československá organizace existující v letech 1920 až 1938. Její členstvo se rekrutovalo z Německé sociálně demokratické strany dělnické v ČSR a Komunistické strany Československa. Organizace navazovala na tělovýchovné jednoty rakouských sociálních demokratů, které vznikaly už od roku 1896 např. v Jablonci nad Nisou. Sídlo organizace bylo v Ústí nad Labem. Organizace spolupracovala s československým Svazem dělnických tělovýchovných jednot. Po roce 1925 byla z organizace vyloučena levicová frakce přiznivců KSČ, jejichž sídlem se stal Liberec. Tyto komunistické jednoty poté spolupracovali s Federací dělnických tělocvičných jednot, která se snažila vytvořit jednotnou dělnickou organizaci v republice bez etnického dělení.

## Organizace v Polsku
Arbeiter Turn- und Sportbund in Polen (česky Federace dělnické gymnastiky a sportu v Polsku) byla organizace v německých oblastech Polské republiky. Jejich hlavní oblastí působnosti bylo Horní Slezsko.